# Ядерні загрози під час російсько-української війни
Під час російського вторгнення в Україну у 2022 році коментатори та ЗМІ широко обговорювали можливість використання Російською Федерацією тактичної ядерної зброї та ризик ширшої ядерної ескалації. Декілька високопоставлених російських політиків, у тому числі президент Володимир Путін і міністр закордонних справ Сергій Лавров, зробили низку заяв, які широко сприймаються як погрози використання ядерної зброї.
Крім того, російська окупація Запорізької атомної електростанції призвела до кризи щодо безпеки станції та ризику ядерної катастрофи.

## Російські заяви
Через чотири дні після початку російського вторгнення, 28 лютого, президент Путін наказав російським ядерним силам перевести «особливий режим бойового чергування», стан підвищеної готовності.
Російська Федерація здійснила перший випробувальний запуск нової міжконтинентальної балістичної ракети (МБР) РС-28 «Сармат». Путін сказав, що нова ракета може знищити будь-яку протиракетну оборону, і що вона повинна змусити країни, які погрожують Російській Федерації, «двічі подумати»
24 квітня у відповідь на зустріч держсекретаря США Ентоні Блінкена з Зеленським у Києві 23 квітня міністр закордонних справ Російської Федерації Сергій Лавров заявив, що подальша підтримка України може спричинити напругу, яка потенційно може призвести до сценарію Третьої світової війни. Наступного дня після коментарів Лаврова CNBC повідомив, що секретар США Ллойд Остін назвав риторику Російської Федерації про ядерну війну «небезпечною та марною».
Очевидно, у відповідь на розгортання Німеччиною танків в Україні Путін оголосив у головних законодавчих зборах Російської Федерації, що Російська Федерація відповість на будь-яку бойову військову провокацію з-за меж України швидкими беззастережними діями, можливими лише за допомогою унікального російського арсеналу ядерної зброї. Прес-секретар Пентагону Джон Кірбі назвав твердження Путіним про ядерну потенцію таким, що суперечить процесу мирного вирішення нинішнього конфлікту в Україні.
29 травня, відкинувши звинувачення проти Російської Федерації щодо різанини в Бучі, посол Російської Федерації у Сполученому Королівстві Андрій Келін заявив в інтерв’ю ВВС, що не вірить, що Російська Федерація застосовуватиме тактичну ядерну зброю в Україні, доки не буде знайдено російський суверенітет. бути в небезпеці.21 вересня, оголошуючи часткову мобілізацію військовозобов’язаних, Путін заявив, що Російська Федерація «застосує всі наявні у нас засоби», що широко трактується як загроза застосування ядерної зброї, щоб захистити територію країни, і говорив про неправдиві заяви про «ядерний шантаж» з боку НАТО.

## Міжнародний коментар
14 квітня The New York Times повідомила про коментарі директора ЦРУ Вільяма Бернса, який сказав, що «потенційний відчай» може змусити президента Путіна наказати застосувати тактичну ядерну зброю.
4 травня Сенат США провів «Слухання щодо ядерної готовності на тлі російсько-української війни», де адмірал Чарльз А. Річард заявив, що поточні оборонні можливості ядерної тріади в США працюють на мінімально прийнятному рівні оперативної потужності з російськими запасами і китайські запаси наразі більші, ніж у США. 6 травня речник російського МЗС Олексій Зайцев заявив, що Російська Федерація не застосовуватиме ядерну зброю в Україні, назвавши її застосування «незастосовним до російської «спеціальної військової операції».
23 травня російський дипломат Борис Бондарєв подав у відставку та виступив з критикою вторгнення, виокремивши позицію Лаврова щодо можливого використання російської ядерної зброї: «За 18 років він (Лавров) пройшов шлях від професійного та освіченого інтелектуала. ... людині, яка постійно транслює суперечливі заяви та погрожує світові ядерною зброєю!». Прем'єр-міністр Японії Фуміо Кісіда заявив, що Японія підтримає подальшу міжнародну дискусію щодо Російської Федерації та її загроз ядерної зброї під час вторгнення в Україну на майбутній зустрічі з нерозповсюдження ядерної зброї, яка відбудеться наступного серпня. 20 червня у Відні відкрилася «Конференція з гуманітарного впливу ядерної зброї» для обговорення потенційних катастрофічних наслідків ядерної зброї на тлі зростання побоювань щодо можливого використання Росією ядерної зброї під час вторгнення в Україну в 2022 році.
Ерік Шлоссер, написавши для журналу The Atlantic 22 червня 2022 року, заявив, що брязкання ядерною зброєю з боку Російської Федерації під час вторгнення, мабуть, свідчить про те, що найбільш імовірними цілями ядерної атаки є: «(1) вибух над Чорним морем, що спричиняє без втрат, але демонстрація рішучості переступити ядерний поріг і сигналізація про те, що може статися гірше, (2) удар по українському керівництву з обезголовленням, спроба вбити президента Володимира Зеленського та його радників у їхніх підземних бункерах, (3) ядерний напад на українська військова ціль, можливо, авіабаза чи склад постачання, яка не має на меті завдати шкоди цивільному населенню, і (4) знищення українського міста, що спричиняє масові жертви серед цивільного населення та створює жах, щоб прискорити швидку капітуляцію — ті самі цілі, що мотивував ядерні атаки на Хіросіму і Нагасакі».
1 липня під час візиту Лаврова до Білорусі президент Білорусі Олександр Лукашенко заявив про підтримку Москвою використання ядерної зброї проти широких загроз гегемонії Заходу над Росією та її союзниками, продемонстрованих під час конфлікту в Україні.
13 серпня в інтерв'ю ВВС Джим Гокенгал, який покидає посаду голови військової розвідки Великої Британії, заявив, що вважає "малоймовірним" неминуче застосування Росією тактичної ядерної зброї.
7 вересня The Washington Post повідомила, що російське вище військове командування опублікувало аналіз, в якому говориться, що тактична ядерна зброя залишається життєздатним варіантом для використання проти України, цитуючи слова українського головнокомандувача Валерія Залужного: «Існує пряма загроза застосування за певних обставин тактичної ядерної зброї ЗС РФ... Також неможливо повністю виключити можливість прямого втягнення провідних країн світу в «обмежений» ядерний конфлікт, в якому вже прямо проглядається перспектива Третьої світової війни».

## Криза на Запорізькій АЕС
Під час російського вторгнення в Україну у 2022 році Запорізька атомна електростанція стала центром триваючої кризи ядерної безпеки, яку Україна описує як акт ядерного тероризму з боку Російської Федерації.
На заводі, який є найбільшим у своєму роді в Європі, було знищено інфраструктуру через обстріли, пошкоджено лінії електропередач, що становить те, що українська влада називає найбільшою ситуацією такого роду в історії. Потенційна катастрофа може перевищити масштаби попередніх катастроф на АЕС.
Згідно зі звітом Міжнародного агентства з атомної енергії (МАГАТЕ), «ситуація в Україні є безпрецедентною. Це перший випадок, коли військовий конфлікт стався на об’єктах великої, створеної ядерної енергетичної програми». Експерт з ядерної безпеки Аттіла Асзоді заявив, що подія, подібна за типом і масштабом до Чорнобильської катастрофи, технічно і фізично неможлива на Запорізькій АЕС. Він назвав попередження воюючих сторін з цього приводу «ляканням європейської громадськості та осіб, які приймають політичні рішення», і використовуваними як політичні інструменти. Незважаючи на попереднє зауваження, він закликав до термінових кроків для забезпечення безпеки заводу, включно з відкликанням його ліцензії українською владою, і якщо воюючі сторони вважатимуть артилерійський обстріл заводу неминучою небезпекою, його слід зупинити в холодному режимі. Георгій Балакан з НАЕК «Енергоатом» висловив думку, що дії Російської Федерації спрямовані на те, щоб шляхом «ядерного терору» «стримувати розвиток атомної енергетики у світі» і таким чином гарантувати, що тільки Російська Федерація може розвивати і використовувати атомну енергетику.